# Robot Girls Z
A Robot Girls Z (ロボットガールズＺ; Robottogáruzu Zí; Hepburn: Robottogāruzu Zī) japán animesorozat, amelyet a Toei Animation készített Ikehata Hirosi rendezésében. Az anime Nagai Gó nagy sikerű Mazinger Z sorozatának és a Toei Animation több kapcsolódó mecha sorozatának, így a Great Mazingernek vagy az UFO Robo Grendizernek paródiája és a Mazinger Z 40. évfordulójának alkalmából készítették el.
A sorozat előfutárja a Toei Robot Girls volt, egy 1 perces pilot kisfilm, amit a Toei a weboldalán mutatott be 2011. július 2-án. Ebben még a T csapat tagjai kapták a főszerepet. A Toei 2013. július 29-én töltött fel az anime hivatalos oldalára egy 0. bemutató epizódot, majd október 28-án az 1. epizód első négy percét is megtekinthetővé tette. Az összesen kilenc, egyenként 10 perces epizódból álló sorozat végül 2014 január 4-én indult a Toei Channelen és a Crunchyrollon.
Az anime nyitódala a Robot Girls Z (ロボットガールズZ) a Kikai♡Sódzsotai (Honda Mariko, Minasze Inori, Aranami Kazusza, Ucsida Maaja és Cuda Minami) előadásában, míg a zárótéma a Team Z’s Power (チームZのチカラ; Hepburn: Chīmu Zetto no Chikara) a Robot Girls Team Z szeijúitól (Honda, Minasze és Aranami).
Az animéből manga és videójáték is készült.

## Cselekmény
A sorozat főszereplői Z-csan, Gre-csan és Grenda-szan, akik egy háromfős lánycsapat, a Robot Girls Team Z tagjai. Feladatuk, hogy megvédjék a jövő energiaforrását, a fotonenergiát, amelyet a Pokolbéli Királyság el kíván lopni.

## Szereplők

### Robot Girls

#### Z csapat
Z-csan
Szinkronhangja: Honda Mariko  (japán)
A Mazinger Z sorozatból.
Z-csan (Zちゃん; Hepburn: Zetto-chan) / Mazinger Z (マジンガーZ; Madzsingá Z; Hepburn: Majingā Z) a Z csapat vezetője. Z-csan forróvérű és impulzív, harc közben rendszerint egész városrészeket elpusztít, nem törődve az okozott kárral. Sportos beállítottságú, szeret harcolni a gonosz ellen, azonban inkább csak az ellenfél elverésének élvezete miatt sem mint az igazságszolgáltatás érdekében. Képességei – jellemét visszaadva – rakétaökölből, fotonsugárból és más tűz elemű támadásokból állnak.
Gre-csan
Szinkronhangja: Minasze Inori  (japán)
A Great Mazinger sorozatból.
Gre-csan (グレちゃん; Hepburn: Gure-chan) / Great Mazinger (グレートマジンガー; Guréto Madzsingá; Hepburn: Gurēto Majingā) a csapat legfiatalabb tagja. Társaival összehasonlítva lényegesen csendesebb, azonban megjegyzései rendszerint cinikusak. Állítása szerint nem kedveli a sportos lányokat, mint Z-csant, de ez valójában nem így van. Összetűzésbe kerül Minerva X-el Z-csan felé mutatott érdeklődése miatt. Gyakran látható a kezében videójáték vagy kamera. Képességei szelek keltéséből állnak.
Grenda-szan
Szinkronhangja: Aranami Kazusza  (japán)
A Grendizer sorozatból.
Grenda-szan (グレンダさん; Hepburn: Gurenda-san) / Grendizer (グレンダイザー; Gurendaizá; Hepburn: Gurendaizā) a csapattársaival szemben sokkal kifinomultabb, rendszerint kedves és nyugodt. A Rhine X együttes, különösen Rhine X1 nagy rajongója. Képességei villámcsapásokból állnak, illetve egy nagy dupla sarlóval üti el ellenfeleit megmutatva szadista oldalát.

#### G csapat
Get-csan
Szinkronhangja: Ucsida Maaja  (japán)
A Getter Robo sorozatból.
Get-csan (ゲっちゃん; Hepburn: Gecchan) / Getter Robo (ゲッターロボ; Gettá Robo; Hepburn: Gettā Robo)
Jeeg-szan
Szinkronhangja: Cuda Minami  (japán)
A Kótecu Jeeg sorozatból.
Jeeg-szan (ジーグさん; Dzsígu-szan; Hepburn: Jīgu-san) / Kótecu Jeeg (鋼鉄ジーグ; Kótecu Dzsígu; Hepburn: Kōtetsu Jīgu)

#### T csapat
Gai-csan
Szinkronhangja: Takaoka Kaori  (japán)
A Gaiking sorozatból.
Gai-csan (ガイちゃん) / Gaiking (ガイキング; Gaikingu) a T csapat vezetője. Hasonló jellemvilágú, mint Z-csan.
Gacky
Szinkronhangja: Szató Szatomi  (japán)
A Magne Robo Gakeen sorozatból.
Gacky (ガッキー; Gakkí; Hepburn: Gakkī) / Gakeen (ガ・キーン; Gakín; Hepburn: Gakīn)
Bara-tan
Szinkronhangja: Cudzsi Ajumi  (japán)
A Csódzsin szentai Barattack sorozatból.
Bara-tan (バラたん) / Barattack (バラタック; Baratakku) úgy viselkedik, mint egy csibész kislány.
DanDan
Szinkronhangja: Kitaoka Csiharu  (japán)
A Vakuszei Robo Danguard Ace sorozatból.
DanDan (ダンダン) / Danguard Ace (ダンガードA; Dangádo A; Hepburn: Dangādo A) egy félénk, gondoskodó lány.

### Mechanical Beasts Girls
A Mechanical Beasts Girls Dr. Hell találmányai, mindegyikük a Mazinger Z sorozatból származik.
Dr. Hell
Szinkronhangja: Simada Bin  (japán)
Dr. Hell (Dr.ヘル; Dokutá Heru; Hepburn: Dokutā Heru) a Pokolbéli Királyság uralkodója, a Mechanical Beasts Girls megalkotója. Csak két szemként jelenik meg egy képernyőn.
Asura báró/nő
Szinkronhangja: Hiszakava Aja  (japán)
Asura báró/nő (あしゅら男爵; Asura dansoku; Hepburn: Ashura danshoku) a Pokolbéli Királyság legfőbb szolgálója, aki Dr. Hell világuralmi terveit kívánja végrehajtani. A Mechanical Beasts Girls között a nővérke szerepét játssza. Megjelenése kettős, egyik fele nő, a másik férfi.
Doublas M2
Szinkronhangja: Tójama Nao  (japán)
Doublas M2 (ダブラスM2) egy félénk kislány, aki fél a könnyen elszenvedett vereségtől. Többnyire kezeire húzott bábokon keresztül beszél és elbizonytalanodik nélkülük.
Garada K7
Szinkronhangja: Morisita Jukiko  (japán)
Garada K7 (ガラダK7) egy fiús lány, aki szeret harcolni, azonban a harci szelleme hamar lelankad, amikor vereséget mérnek rá Z-csanék.
Gromazen R9
Szinkronhangja: Tanigucsi Juna  (japán)
Gromazen R9 (グロマゼンR9; Guromazen R9) egy szorgalmas és energikus fiatal lány, aki nagyon letört, amikor elhibáz valamit. Mikor sorozatban kudarcot vallott a Robot Girls ellen, az öngyilkosságot is fontolóra vette.
Gaia Q5
Szinkronhangja: Macui Momoko  (japán)
Gaia Q5 (ガイアQ5) egy kocka lány, aki rendkívül fárasztó tud lenni túlrészletezéseivel, különösen, amikor mágneses erejéről beszél.
Kingdan X10
Szinkronhangja: Gotó Szaori  (japán)
Kingdan X10 (キングダンX10; Kingudan X10) egy nagyon félénk és lámpalázas lány. Gyakran sajnálkozik gyengesége miatt.
Balanger M2
Szinkronhangja: Hatanaka Szaki  (japán)
Balanger M2 (バランガM2; Baranga M2) egy meglehetősen oktondi és mazochista lány, aki szexuális örömöket szerez abból, ha megütik vagy megkötözik. Első megjelenésekor egy nagy tengerisünként jelent meg.
Glossam X2
Szinkronhangja: Mijamoto Kanako  (japán)
Glossam X2 (グロッサムX2; Gurosszamu X2; Hepburn: Gurossamu X2) egy sznob és lobbanékony természetű lány, aki hajlamos bárkit sértegetni verbálisan, legyen az ellenség vagy szövetséges, például Asura bárónőt „nyanyának” hívja.
Poses O2
Szinkronhangja: Szuzaki Aja  (japán)
Poses O2 (ポセスO2; Poszeszu O2; Hepburn: Posesu O2) először egy nagy csikóhalként jelenik meg. Hűséges megalkotójához és azonosul világuralmi eszméivel, azonban nem kedveli, ha figyelmen kívül hagyják, ami elég sokszor megtörténik. Mondatait gyakran úgy fejezi be, hogy ’-kro’.
Minerva X
Szinkronhangja: Kikucsi Mika  (japán)
Minerva X (ミネルバX; Mineruba X) a Pokolbéli Királyság kémje, aki lány megjelenése ellenére egy keresztöltözködésű fiú. Szerelmes Z-csanba, akit a nővérének nevez, és mindent megtesz, hogy magára vonja a figyelmét. Rendszeresen összetűzésbe kerül Z-csan barátaival, különösen Gre-csannal, mivel úgy véli, hogy nem érdemlik meg Z-csan figyelmét.
Belgas V5
Szinkronhangja: Jamamura Hibiku  (japán)
Belgas V5 (ベルガスV5; Berugaszu V5; Hepburn: Berugasu V5) kiváló énekhangja „forró” hangulatba hozza a hallgatóságát, azonban ha hibázik, hangjával szörnyű pusztítást végez.

### Egyéb szereplők
Rhine X1/Lorelai Jóko
Szinkronhangja: Furuja Sizuka  (japán)
A Mazinger Z sorozatból.
Rhine X1/Lorelai Jóko (ラインX1/ローレライようこ; Rain X1/Rórerai Jóko; Hepburn: Rain X1/Rōrerai Yōko) egykori idol énekes, a Rhine X tagja, aki most nyaralását tölti. Jóko egy jóindulatú ember, aki általában barátságos és udvarias, de tud kegyetlen is lenni, amikor szükséges, különösen, ha valaki az üdülőhelyét veszélyezteti. A hangja pusztító hanghullámokat kelt. Nagy rajongója Grenda-szan.
Sötétség nagytábornok (暗黒大将軍子; Ankoku-daisógun-ko; Hepburn: Ankoku-daishōgun-ko) / Jami no Teió (闇の帝王; Hepburn: Yami no Teiō) / Mycenae-tan (ミケーネたん; Mikéne-tan; Hepburn: Mikēne-tan)
Szinkronhangja: Tamura Jukari  (japán)
Egy hatalmas mechabábu, amivel Mycenae-tan világuralomra akar törni.
Gorgon főherceg (ゴーゴン大公; Gógon-taikó; Hepburn: Gōgon-taikō)
Szinkronhangja: Nonaka Ai  (japán)
Dzsúma tábornok (獣魔将軍; Dzsúma sógun; Hepburn: Jūma shōgun)
Szinkronhangja: Jamamoto Ajano  (japán)

## Epizódok
A sorozat 9 epizódból és egy bemutató epizódból áll. A Toei 2013. július 29-én töltött fel az anime hivatalos oldalára egy 0. bemutató epizódot, majd október 28-án az 1. epizód első négy percét is megtekinthetővé tette. Az összesen kilenc, egyenként 10 perces epizódból álló sorozat végül 2014 január 4-én indult a Toei Channelen. A csatorna hármasával vetítette az epizódokat, az első három 2014 január 4-én, a második három 2014. február 1-jén, a befejező három pedig 2014. március 2-án volt látható.
| # | Epizód címe | Első japán sugárzás        |
| --- | --- | -------------------------- |
| bev. | Prológus | 2013. július 29. (YouTube) |
| Garada K7 és Doublas M2 ételt rabol egy étteremből, azonban Z-csan, Gre-csan és Grenda-szan útjukat állják és ellátják a bajukat. A két lány megbánja tettét és Ashura báró/nő is a védelmükre siet, mondván, hogy már kifizette az étel árát, azonban ez nem hatja meg Z-csanékat, így pórul járnak.                                                                                   | |                            |
| 1 | Elképesztő! Robot Girls Z Kjói! Robot Girls Z (驚異！ロボットガールズＺ; Kjói! Robottogáruzu Z; Hepburn: Kyōi! Robottogāruzu Z)                                                             | 2014 január 4.             |
| A Robot Girls Z; Z-csan, Gre-csan és Grenda-szan megvédik Fotonvárost Ashura bárónő és a Pokolbéli Királyság Mechanical Beast Girljeinek fenyegetésétől, de közben le is rombolják azt. | |                            |
| 2 | Félelem! A Pokolbéli Királyság pokoli napja Kjófu! Csika teikoku no dzsidzsó (恐怖！地下帝国の事情; Hepburn: Kyōfu! Chika teikoku no jijō)                                                  | 2014 január 4.             |
| Ashura felettese, Dr. Hell újabb Mechanical Beast Girlöket állít elő a Robot Girlök ellen, de mindegyikük kudarcot vall. | |                            |
| 3 | Megdöbbentő! A mindent eldöntő tengeri ütközet a Numazu fedélzetén Sógeki! Numazu okidai kesszen (衝撃！沼津沖大決戦; Hepburn: Shōgeki! Numazu okidai kessen)                               | 2014 január 4.             |
| Robot Girls Z egy halászhajót véd meg a Pokolbéli Királyság támadásától. | |                            |
| 4 | Bajnokság! Bazi nagy Robot Girls futóverseny Kjóen! Robot Girls dai undókai (競演！ロボットガールズ大運動会; Kjóen! Robottogáruzu dai undókai; Hepburn: Kyōen! Robottogāruzu dai undōkai)   | 2014. február 1.           |
| A Z csapat egy futóversenyen vesz részt, ahol a T csapattal küzdenek meg, hogy eldöntsék, ki méltóbb védelmezője a városnak. | |                            |
| 5 | Sokk!? Színre lép egy rejtélyes szépség Konvaku!? Nazo no bisódzso tódzsó (困惑！？謎の美少女登場; Hepburn: Konwaku!? Nazo no bishōjo tōjō)                                                 | 2014. február 1.           |
| Asura bárónő Minerva X-et használja fel, hogy közel férkőzzön a Z csapathoz és feszültséget keltsen a lányok között. | |                            |
| 6 | Gőzfelhő ♡ Összecsapás a fürdőben Jukemuri ♡ Onszen dai szakuszen (湯けむり ♡ 温泉大作戦; Hepburn: Yukemuri ♡ Onsen dai sakusen)                                                            | 2014. február 1.           |
| A Z csapat egy forróvizes fürdőben találkozik a popsztár Lorelai Jókóval, akinek előadását félbeszakítja Belgas V5 a Pokolbéli Királyságból. Hamarosan destruktív énekükkel csapnak össze. | |                            |
| 7 | Ádáz harc! Asura bárónő visszavág Gekitó! Asura dansaku no gjakusú (激闘！あしゅら男爵の逆襲; Hepburn: Gekitō! Ashura danshaku no gyakushū)                                                 | 2014. március 2.           |
| Asura bárónőt, Doublas M2-t és Garada K7-et elbocsájtja Dr. Hell a sorozatos kudarcaik miatt. Egy titokzatos támogatótól azonban kapnak még egy utolsó esélyt az összecsapásra a Robot Girs-szel. Egy furcsa, Asurára hasonlító robottal majdnem le is győzik a Z csapatot, de az utolsó pillanatban az leáll, mivel csak próbaverziós, Z-csan pedig egy rakétaököllel kiüti Asuráékat. | |                            |
| 8 | Sokk! Fotonváros utolsó órája! Shock! Kósi-rjoku macsi szaigo no hi! (ショック！光子力町最期の日！; Sokku! Kósi-rjoku macsi szaigo no hi!; Hepburn: Shokku! Kōshi-ryoku machi saigo no hi!) | 2014. március 2.           |
| Egy új, veszélyes ellenség bukkan fel, Sötétség nagytábornok (Ankoku-daisógun-ko), aki romba dönti Fotonvárost és elszívja a fotonenergiát. | |                            |
| 9 | Robot Girls Z! Halál hajnalban!! Robot Girls Z! Akacuki ni siszu!! (ロボットガールズＺ！暁に死す！！; Robottogáruzu Z! Akacuki ni siszu!!; Hepburn: Robottogāruzu Z! Akatsuki ni shisu!!)   | 2014. március 2.           |
| A T és G csapat is besegít a Sötétség nagytábornok elleni küzdelembe, a végső segítség azonban nem várt helyről, Asura bárónőéktől érkezik. Kiderül, hogy Sötétség nagytábornokot Mycenae-tan irányította, aki szintén világuralomra szeretne törni. | |                            |

## Megjelenések
A sorozat három kötetben 2014. június 13-án, július 11-én és augusztus 8-án jelent meg DVD-n és Blu-rayen. Mindegyik lemezen három epizód és egy-egy extra, 3,5., 6,5. és 9,5. epizód, az elsőn pedig a 0. epizód is megtalálható.

## Egyéb média

### Játékok
Robot Girls Z Online néven bejelentésre került egy böngésző alapú többjátékos PC-játék. A Robot Girls Z cameo-megjelenéshez fog jutni az Ar nosurge Plus PlayStation Vita-játékban.

### Manga
Az animéből Nagai Gó és a Robot Girls Kenkjúso, Akó Rósi illusztrálásával egy egykötetes, 8 fejezetből álló mangaadaptációt is készített, ami a Takeshobo Web Comic Gamma magazinjában futott 2013. december 26. és 2014. május 15. között és a Takeshobo adta ki.